# Гиерон I
Гиерон I — тиран Сиракуз (Сицилия) из династии Диноменидов, правивший в 478—466 гг. до н. э. Обладая огромными средствами, Гиерон I вёл в Сиракузах большое строительство. При его дворе некоторое время жили поэты Симонид, Пиндар и Вакхилид, прославившие его имя в своих одах.
Персонаж небольшого трактата Ксенофонта в форме диалога «Гиерон», где он дискутирует с Симонидом об искусстве быть тираном (монархом).

## Биография
Гиерон получил власть в Сиракузах по наследству после своего старшего брата — знаменитого Гелона. Нравом он совсем не походил на своего предшественника, так как был сребролюбив и несправедлив. Чистосердечности и честности у него не было вовсе. Если Гелон не боялся появляться на народных праздниках без всякой охраны, то Гиерон никогда не выходил к народу без телохранителей. Не имея доверия к согражданам, он каждый раз подсылал своих «подслушивателей» в то место, где происходили какое-нибудь дружеское собрание или встреча.
Тем не менее его правление тоже не лишено было славы и блеска. Сиракузы продолжали оставаться самым богатым и могущественным городом во всём греческом мире. В их власти находилась фактически вся греческая часть Сицилии (Сицилийская держава Гелона). Жителей Наксоса и Катаны Гиерон переселил в Леонтины, а на освободившейся земле основал в 476 году до н. э. новый город — Этну. Сюда были направлены 10 тысяч колонистов: половину составляли выходцы из Пелопоннеса, половину — граждане сильно разросшихся Сиракуз. Правителем здесь стал сын Гиерона Диномен.
В 474 году до н. э. Гиерон отправил свой флот на помощь жителям Кум. Благодаря этому греки одержали важную морскую победу над этрусками остановив экспансию последних. В 472 году Гиерон разбил в ожесточенном сражении акрагентского тирана Фрасидея, изгнал его из города и восстановил в Акрагенте демократическое правление.
Первым браком был женат на дочери Накокла, вторым — на дочери Анаксилая, тирана Регия. Третьим браком — на дочери Ксенократа, племяннице Ферона тирана Акраганта.
Умер Гиерон в 466 году до н. э., передав власть младшему брату Фрасибулу.